# Косажев-Гурни
Косажев-Гурни (пол. Kosarzew Górny) — село в Польщі, у гміні Кшчонув Люблінського повіту Люблінського воєводства.
Населення — 155 осіб (2011).

## Демографія
Демографічна структура станом на 31 березня 2011 року:
|          | Загалом | Допрацездатний вік | Працездатний вік | Постпрацездатний вік |
| -------- | ------- | ------------------ | ---------------- | -------------------- |
| Чоловіки | 77      | 17                 | 48               | 12                   |
| Жінки    | 78      | 11                 | 41               | 26                   |
| Разом    | 155     | 28                 | 89               | 38                   |